# SŽD-Baureihe АА 20
Die Lokomotive AA20-1 der Sowjetischen Eisenbahnen war die weltweit einzige Dampflokomotive mit sieben gekuppelten Achsen in einem starren Rahmen.

## Geschichte
Um die Leistung einer Dampflokomotive zu erhöhen, ist die Verwendung eines größeren Kessels erforderlich. Dies bedingt aber gleichzeitig eine höhere Achslast. Diesem Problem kann man durch die Verteilung der Last auf mehreren Achsen begegnen. Die Verwendung von Gelenklokomotiven der Bauart Mallet oder Garratt bedeutete aufgrund der beweglichen Teile und der flexiblen Dampfleitungen einen höheren technologischen und Unterhaltungsaufwand gegenüber Lokomotiven mit einem Steifrahmen.
Die Eisenbahnen in der Sowjetunion standen Ende der 1920er Jahre vor dem Problem, auf den mit 20 t Achslast beschränkten Strecken den immer stärker werdenden Güterverkehr bewältigen zu können.
Neben der Erprobung der Garratt-Lokomotive der Baureihe Я entwickelte eine Gruppe junger Ingenieure 1931 am Moskauer Institut für Eisenbahn-Ingenieure eine Lokomotive mit der Achsfolge 1’G2’. Die Baupläne des Entwurfes gingen an das Lokomotivwerk Woroschilowgrad. Dort überarbeitete man den Entwurf zu einer 2’G2’-Lokomotive, um die vorgesehenen Achslasten einzuhalten. Es war der Bau zweier Prototypen vorgesehen.
Die AA 20-1 wurde 1934 fertiggestellt und am 1. Januar 1935 nach Moskau überstellt. Dabei erreichte die Lokomotive mit einem 2800 t schweren Zug auf einer Steigung von 10 ‰ eine Geschwindigkeit von 40 km/h. Es wurde eine Leistung von 2723 kW indiziert und eine Anfahrzugkraft von 300 bis 320 kN ermittelt. Benannt wurde die Lokomotive nach Andrei Andrejew.
Die Lokomotive erwies sich jedoch als Fehlschlag. Neben einigen Konstruktionsfehlern wurden durch den langen festen Radstand die Gleisanlagen beschädigt und die Lokomotive neigte in Weichen zu Entgleisungen. Zusätzlich erwiesen sich auch die Drehscheiben und Standplätze als zu kurz. Da inzwischen entschieden worden war, die zulässigen Achslasten der Strecken auf 23 t zu erhöhen, wurde die Weiterentwicklung der Lokomotive hinfällig. Sie wurde in Schtscherbinka abgestellt und soll erst in den 1960er Jahren verschrottet worden sein.

## Konstruktive Merkmale
Die Lokomotive verfügte über einen Barrenrahmen mit einem vorderen ALCO-Drehgestell und einem hinteren Bisselgestell.
Der Kessel war für einen Druck von 17 bar ausgelegt. Die Feuerbüchse war mit einem Stoker zur mechanischen Feuerung und einer Verbrennungskammer versehen. Der Dampfüberhitzer war Bauart Tschusow. Das Zweizylinder-Heißdampf-Triebwerk arbeitete auf die vierte Kuppelachse.
Zur Reduzierung der Zapfen- und Lagerbelastungen wurden die Kuppelstangen in Tandembauweise ausgeführt. Die vorderen vier Kuppelachsen waren mit Kuppelstangen verbunden, ebenso die drei hinteren. Die fünfte Achse war mit der Treibachse mit einer gelenkig gelagerten Tandem-Stange verbunden.
Das vordere Drehgestell hatte zusätzlich ein Seitenspiel von ± 145 mm, das hintere von ± 265 mm. Die erste Kuppelachse hatte ein Seitenspiel von ± 27 mm, der dritte bis fünfte Radsatz waren spurkranzlos und der letzte hatte ein Seitenspiel von ± 35 mm.
Die Lokomotive war mit einem sechsachsigen Drehgestell-Schlepptender gekuppelt. Dieser hatte bei einer Dienstmasse von 125 t ein Fassungsvermögen von 52,5 m³ Wasser und 24,5 t Kohle.